# Phemeranthus mexicanus
Phemeranthus mexicanus är en källörtsväxtart som först beskrevs av William Botting Hemsley, och fick sitt nu gällande namn av Gilberto Ocampo. Phemeranthus mexicanus ingår i släktet Phemeranthus och familjen källörtsväxter. Inga underarter finns listade i Catalogue of Life.